# Anna Wasilewska (rolniczka)
Anna Wasilewska (ur. ok. 1894, zm. 16 sierpnia 1945 w Zucielcu) – polska rolniczka, mieszkanka wsi Zucielec nieopodal Trzciannego, odznaczona wraz z mężem i synami medalem „Sprawiedliwy wśród Narodów Świata”. Została zamordowana, prawdopodobnie przez członków podziemia antykomunistycznego, krótko po zakończeniu II wojny światowej.

## Życiorys

### Ukrywanie Żydów
Wychowała się w ubóstwie i bez rodziców. W czasie II wojny światowej wraz z mężem Janem oraz synami Stanisławem, Kazimierzem i Jerzym prowadziła gospodarstwo rolne we wsi Zucielec nieopodal Trzciannego.
W 1942 roku, gdy okupanci niemieccy przystąpili do likwidacji gett w Okręgu Białostockim, zgodziła się wraz z mężem udzielić schronienia żydowskim uciekinierom. Miała wtedy około 48 lat.
Początkowo Wasilewscy przyjęli pod swój dach pięcioosobową rodzinę Kijaków, jednakże z powodu trudności z zapewnieniem wyżywienia dla tak licznej grupy, Kijakowie przenieśli się po pewnym czasie do innej polskiej rodziny. Niedługo później u Wasilewskich znaleźli schronienie bracia Zvi i Dawid Mroczkowscy (Jan znał ich ojca i dziadka), a także Marja (Maśka) Fiszko. Wszyscy oni uciekli z getta w Trzciannem. Troje Żydów ukrywało się u Wasilewskich przez blisko dwa lata. Początkowo mieszkali w domu gospodarzy. Później urządzono dla nich kryjówki: na strychu, gdzie przechowywano siano, oraz w ziemiance wykopanej pod oborą. Rodzina ukrywała Żydów bezinteresownie. W złożonym po wojnie zeznaniu dla instytutu Jad Waszem Zwi Mroczkowski podkreślał także życzliwość, którą Wasilewscy na okazywali co dzień jemu i jego bratu.
Fakt, iż Wasilewscy ukrywali Żydów, stał się po pewnym czasie znany okolicznym mieszkańcom. Jeden z sąsiadów złożył na nich donos do niemieckiej żandarmerii. Uratował ich wtedy daleki krewny, który pracował na posterunku w charakterze tłumacza. Zdołał on przekonać Niemców, iż denuncjator zgłosił się na posterunek z prośbą o udzielenie zgody na ubój świni. Pewnego razu do gospodarstwa mieli także przybyć partyzanci z żądaniem wydania Żydów, czemu jednak Anna stanowczo się sprzeciwiła.
Troje Żydów ukrywało się u Wasilewskich do chwili wkroczenia Armii Czerwonej. Niedługo potem bracia Mroczkowscy przenieśli się do Knyszyna (według innej wersji – do Białegostoku), skąd następnie wyemigrowali do Izraela. Dawid prawdopodobnie zginął w czasie wojny sześciodniowej, natomiast Zvi utrzymywał listowny kontakt z Wasilewskimi aż do połowy lat 90. Z kolei 21-letnia Maśka Fiszko powróciła do Trzciannego i zamieszkała w jednym z pokojów w swoim rodzinnym domu, który w czasie okupacji został przejęty przez polską rodzinę. Nie domagała się zwrotu nieruchomości. Niemniej niedługo później, gdy wracała do Trzciannego z odwiedzin u Wasilewskich, została uprowadzona i zamordowana przez miejscowych Polaków.

### Śmierć
18 kwietnia 1945 roku do gospodarstwa Wasilewskich wtargnęli uzbrojeni napastnicy, których Kazimierz Wasilewski opisywał po latach jako „bandę” lub „partyzantów”. Anna i jej synowie zostali pobici, a ich gospodarstwo gruntownie ograbiono. Według relacji Kazimierza Wasilewskiego napastnicy szukali złota lub pieniędzy, które w ich przekonaniu rodzina musiała otrzymać od ukrywanych Żydów. Mieli także oznajmić, że napad i pobicie jest „karą” za ukrywanie Żydów.
Anna Wasilewska rozpoznała napastników. Według relacji jej synów miała zwrócić się do ks. Stanisława Mikulskiego – ówczesnego proboszcza parafii w Trzciannem, którego uważano za nieformalnego przywódcę „partyzantów” – z prośbą o pomoc w odzyskaniu zrabowanych koni. Z kolei według relacji mieszkańców Trzciannego, które przytacza w swej książce Mirosław Tryczyk, kobieta miała rozpoznać jednego z napastników podczas mszy, gdyż pojawił się w kościele w zrabowanej koszuli, należącej do jej zmarłego męża. Miała wtedy publicznie oskarżyć mężczyznę o napaść i zagrozić, że zgłosi się do Urzędu Bezpieczeństwa, jeśli ukradzione konie nie zostaną zwrócone.
W obawie przed kolejnym napadem Wasilewscy przez długi czas nocowali poza domem. Nie zapobiegło to jednak tragedii. 16 sierpnia 1945 roku gospodarstwo zostało ponownie napadnięte przez tę samą grupę „partyzantów”, a Annę zgwałcono i zastrzelono na oczach synów. Według braci Wasilewskich proboszcz Mikulski odmówił zamordowanej katolickiego pogrzebu, co miało być formą kary za to, że po pierwszym napadzie rozpoznała napastników. Ostatecznie pod wpływem nalegań jej dalszej rodziny zgodził się poświęcić trumnę, jednakże nie pozwolił wprowadzić jej do kościoła, ani nie odprowadził jej na cmentarz.
31 maja 1988 roku Anna Wasilewska została pośmiertnie odznaczona medalem „Sprawiedliwy wśród Narodów Świata”. To samo odznaczenie nadano jej mężowi i trzem synom.